# 線鰍
線鰍為輻鰭魚綱鯉形目鰍科的其中一種，為亞熱帶淡水魚，分布於亞洲伊朗Kor河流域，為特有種，體長可達6.5公分，棲息在泥底質、植被生長的底層水域，生活習性不明。

## 扩展阅读
維基物種上的相關：線鰍